# 祖奧·尼維斯
祖奧·柏度·干卡維斯·尼維斯（葡萄牙語：João Pedro Gonçalves Neves；2004年9月27日—），是葡萄牙職業足球員，司職中場，現時效力法甲球會巴黎圣日耳曼，並代表葡萄牙參加國際比賽。

## 球會生涯

### 早年生涯
尼維斯於塔維拉出生，在賓菲加於當地的衛星球會Casa Benfica Tavira開始足球生涯，及後他在賓菲加的阿爾加維訓練及發展基地接受了四年的訓練，並在2016年正式加入賓菲加的青訓梯隊。

### 賓菲加
2020年12月，尼維斯與賓菲加簽下他的首張職業合約。在2021–22賽季歐洲青年聯賽中，尼維斯共為賓菲加U19上陣239分鐘，協助球隊首次奪得賽事冠軍。
2022年8月6日，他在對陣維塞烏學院的葡甲揭幕戰中上演職業生涯地標戰，協助賓菲加B隊以1–1賽和對手。同月24日，他在賓菲加對陣的U20洲際盃賽事中正選上陣，並踢足全場，協助球隊以1–0勝出奪冠。
2022年12月11日，在葡超的世界盃休賽期期間，尼維斯於對陣西維爾的閉門熱身賽中首次為賓菲加一隊上陣。十天後，他與賓菲加續約至2028年。2024年元旦，他在對陣布拉加的3–0敗仗中首次在正式賽事中代表賓菲加一隊。同年3月7日，他在對陣布魯日的比賽中首次在歐聯賽事上陣，於比賽第74分鐘後備入替，並隨即交出一個助攻予，協助球隊以5–1擊敗對手。5月21日，他在對陣士砵亭的葡甲比賽中射入職業生涯首個入球，而這個在比賽第94分鐘的入球成功為賓菲加在補時階段逼和同市宿敵。尼維斯在2022–23賽季共為賓菲加在聯賽中上陣17次，並隨隊奪得球會四年來的首個聯賽冠軍。
2023年11月12日，尼維斯再次在里斯本打吡中入球，他在補時階段射入奠勝一球，協助球隊以2–1絕殺對手，並在賽後獲選為比賽最佳球員。

### 巴黎聖日耳曼
2024年8月5日，內維斯與巴黎聖日耳曼簽訂了一份為期五年的合同，轉會費為5990萬歐元，外加1000萬歐元的潛在附加費用。
2025年1月22日，內維斯在歐冠聯賽4-2戰勝曼城的比賽中當選為本場最佳球員。他成功搶斷7次，61次傳球中完成51次，射門7次，最終打進一球，幫助巴黎聖日耳曼完成逆轉，以3-2領先。

## 國家隊生涯
尼維斯曾代表葡萄牙的U15、U19、U21青年梯隊。2023年6月，尼維斯入選葡萄牙U21的U21歐洲國家盃參賽名單，並在對陣比利時的2–1小組賽勝仗中首次為U21梯隊入球。葡萄牙在賽事半準決賽階段被英格蘭以1–0擊敗淘汰，尼維斯在該場比賽中以正選上陣。
2023年10月6日，尼維斯首次獲葡萄牙國家隊徵召，參與對陣斯洛伐克和波黑的2024年歐洲國家盃外圍賽賽事。同月16日，他在對陣波黑的5–0勝仗中後備上陣，於比賽第85分鐘入替，代表葡萄牙國家足球隊首次亮相。

## 生涯統計

### 球會
最後更新：2024年2月18日
| 效力球會  | 球季     | 聯賽     | 聯賽 | 聯賽 | 國家盃賽 | 國家盃賽 | 聯賽盃賽 | 聯賽盃賽 | 歐洲賽 | 歐洲賽 | 其他 | 其他 | 總計 | 總計 |
| 效力球會  | 球季     | 聯賽     | 上陣 | 入球 | 上陣     | 入球     | 上陣     | 入球     | 上陣   | 入球   | 上陣 | 入球 | 上陣 | 入球 |
| --------- | -------- | -------- | ---- | ---- | -------- | -------- | -------- | -------- | ------ | ------ | ---- | ---- | ---- | ---- |
| 賓菲加B隊 | 2022–23  | 葡甲     | 11   | 0    | —        | —        | —        | —        | —      | —      | —    | —    | 11   | 0    |
| 賓菲加    | 2022–23  | 葡超     | 17   | 1    | 0        | 0        | 0        | 0        | 3      | 0      | —    | —    | 20   | 1    |
| 賓菲加    | 2023–24  | 葡超     | 22   | 2    | 4        | 0        | 3        | 0        | 7      | 0      | 1    | 0    | 37   | 2    |
| 賓菲加    | 總計     | 總計     | 39   | 3    | 4        | 0        | 3        | 0        | 10     | 0      | 1    | 0    | 57   | 3    |
| 生涯總計  | 生涯總計 | 生涯總計 | 50   | 3    | 4        | 0        | 3        | 0        | 10     | 0      | 1    | 0    | 68   | 3    |

1. ↑  於歐冠賽事上陣。
2. ↑  其中六場歐冠，一場歐霸。
3. ↑  於葡萄牙超級盃上陣。

### 國家隊
最後更新：2025年6月8日
| 代表國家隊 | 年份 | 上陣 | 入球 |
| ---------- | ---- | ---- | ---- |
| 葡萄牙     | 2023 | 3    | 0    |
| 葡萄牙     | 2024 | 10   | 0    |
| 葡萄牙     | 2025 | 3    | 0    |
| 總計       | 總計 | 16   | 0    |

## 榮譽

### 俱乐部
賓菲加青年隊
- 葡萄牙全國青年錦標賽（英语：Campeonato Nacional de Juniores）：2021–22
- 歐洲青年聯賽：2021–22[5]
- U20洲際盃（英语：Under-20 Intercontinental Cup）：2022（英语：2022 Under-20 Intercontinental Cup）[24]

 賓菲加
- 葡萄牙足球超级联赛：2022–23[13]

- 葡萄牙超級盃：2023（英语：2023 Supertaça Cândido de Oliveira）[25]

 巴黎圣日耳曼
- 法國甲組足球聯賽冠军：2024–25[26]
- 法國超級杯冠军：2024[27]
- 欧洲冠军联赛冠軍：2024-25[28]

### 國家隊
葡萄牙
- 歐洲足協國家聯賽冠軍：2024-25賽季[29]

### 個人
- 葡超每月最佳中場：2023年9月[30]、2023年10–11月[31]、 2023年12月[32]
- 葡萄牙足球超级联赛年度最佳隊伍：2023–24
- 职业足球运动员全国联盟法甲年度最佳隊伍：2024–25[33]

## 外部連結
- 在賓菲加官方網站上的球員檔案 （页面存档备份，存于）